# حدحود
حُدحُود أو حُدحُود أسود الأذنين أو سنجاب أسود الأذنين (الاسم العلمي: Nannosciurus melanotis)، نوع من القوارض أحادي الطراز من جنس الحُدحُود، ينتمي إلى فصيلة السنجابيات. يوجد في غابات بورنيو وسومطرة وجاوة. أجسامها صغيرة نحيلة مستطيلة طولها من 6 إلى 10 سم. وأذنابها من 5 إلى 8 سم. ثوبها إلى الصهبة الزيتونية البيضاء المواج. تألف الغابات. تسرح في النهار يتسلق بخفة. قوته الثمار والبزور والقشور. جحره وكنٌ يرتبه في صدع الشجرة. أنثاء تضع من 3 إلى 4 أدراص تبصر وتكتسي بعد وضعها بأسبوع.